# 佐久市立図書館
佐久市立図書館（さくしりつとしょかん）は、長野県佐久市が設置する公共図書館群。佐久市立図書館条例（平成17年4月1日条例第205号）に基づいて運営される。

## 概要
中央図書館、臼田図書館、浅科図書館、望月図書館の4館の他、中央図書館の分館としてサングリモ中込図書館がある。
昭和47年（1972年）旧・佐久市が移動図書館「草笛号」の運行を開始し、中央図書館は昭和54年（1979年）に旧・佐久市立図書館として開館した。山室静や相馬遷子ら佐久ゆかりの人物の図書を重点的に収蔵している。航空図書室（原野文庫）は原野宣喜寄贈による。

## 図書館
| 名称                 | ISIL       | 住所                   | 開館年 | 延床面積 | 蔵書数 （2021年） |
| -------------------- | ---------- | ---------------------- | ------ | -------- | ----------------- |
| 中央図書館           | JP-1001698 | 佐久市猿久保44番地1    | 1979年 | 1641m2   | 19万9154冊        |
| 臼田図書館           | JP-1001699 | 佐久下小田切124番地1   | 1991年 | 620m2    | 7万39冊           |
| 浅科図書館           | JP-1001700 | 佐久市八幡229番地      | 1992年 | 965m2    | 7万7282冊         |
| 望月図書館           | JP-1001701 | 佐久市望月263番地      | 1995年 | 1243m2   | 6万1430冊         |
| サングリモ中込図書館 | JP-1001702 | 佐久市中込1丁目19番2号 | 2008年 | 244m2    | 2万7618冊         |

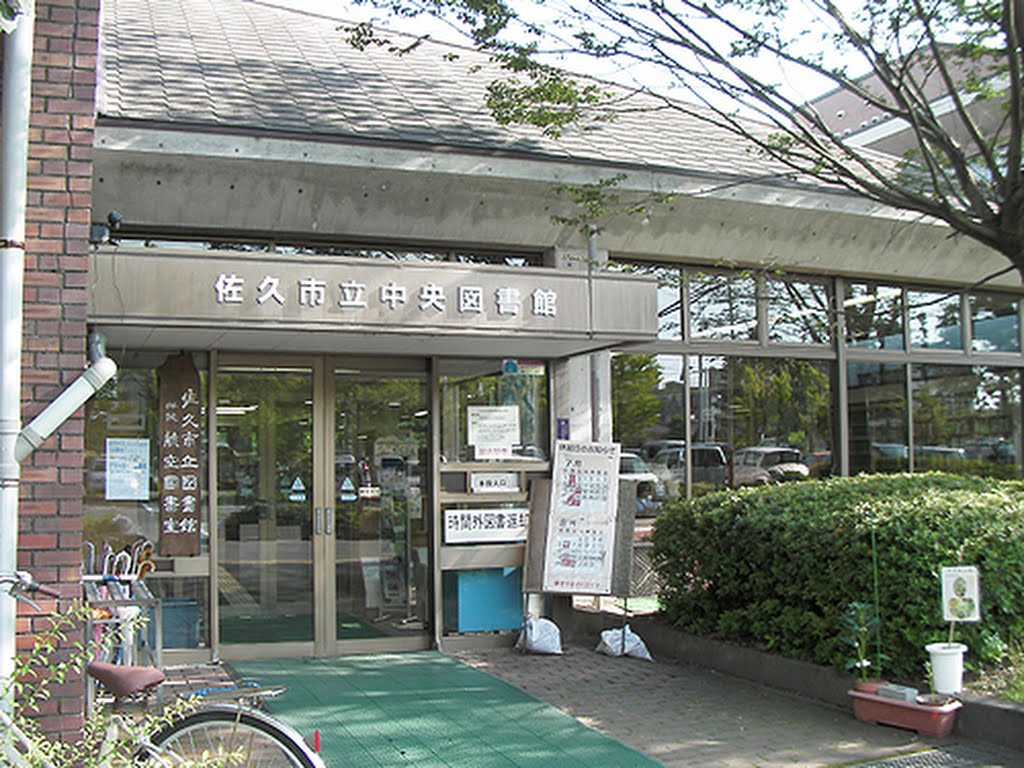
中央図書館
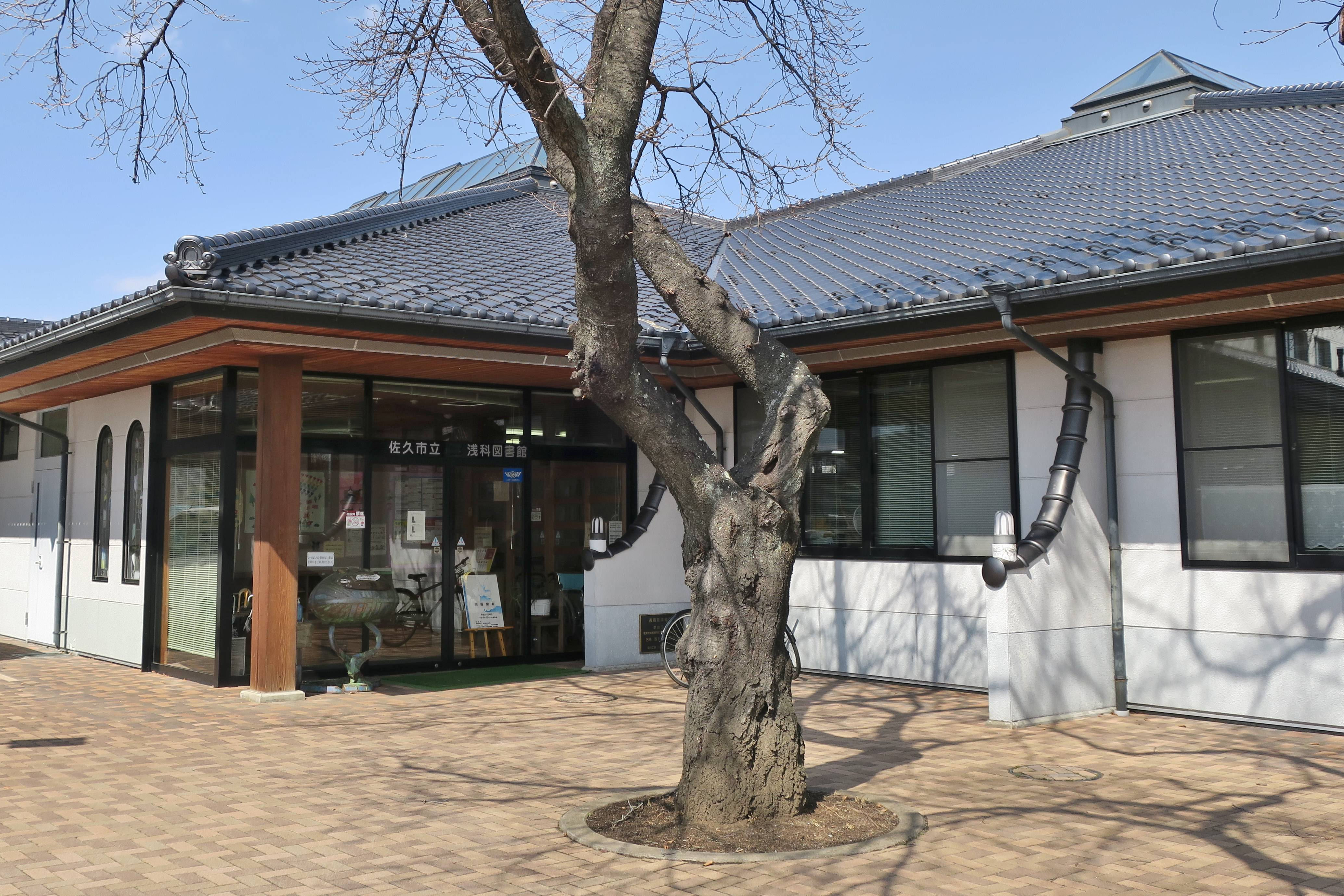
浅科図書館
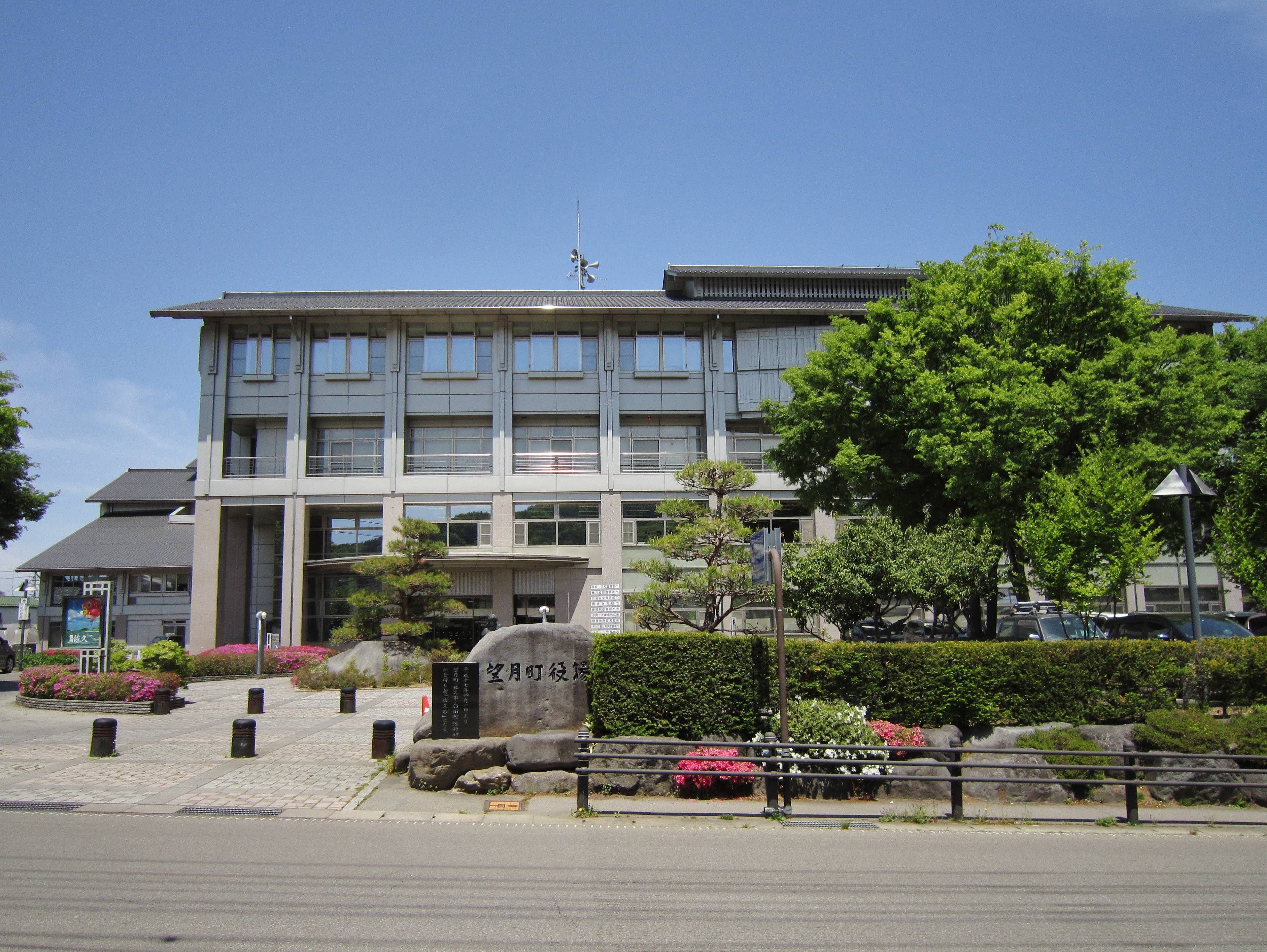
望月図書館（佐久市役所望月支所2F[4]）